# Kanadas Grand Prix 1971
Kanadas Grand Prix 1971 var det tionde av elva lopp ingående i formel 1-VM 1971.

## Resultat
1. Jackie Stewart, Tyrrell-Ford, 9 poäng
2. Ronnie Peterson, March-Ford, 6
3. Mark Donohue, Penske-White Racing (McLaren-Ford), 4
4. Denny Hulme, McLaren-Ford, 3
5. Reine Wisell, Lotus-Ford, 2
6. François Cévert, Tyrrell-Ford, 1
7. Emerson Fittipaldi, Lotus-Ford
8. Jacky Ickx, Ferrari
9. Jo Siffert, BRM
10. Chris Amon, Matra
11. John Surtees, Surtees-Ford
12. Helmut Marko, BRM
13. Mario Andretti, Ferrari
14. Peter Gethin, BRM
15. George Eaton, BRM
16. Nanni Galli, March-Ford

### Förare som bröt loppet
- Mike Beuttler, March-Ford (varv 56, för få varv)
- Pete Lovely, Pete Lovely Volkswagen (Lotus-Ford) (55, för få varv)
- Rolf Stommelen, Surtees-Ford (26, överhettning)
- Jean-Pierre Beltoise, Matra (15, olycka)
- Skip Barber, Gene Mason Racing (March-Ford) (13, oljetryck)
- Clay Regazzoni, Ferrari (7, olycka)
- Graham Hill, Brabham-Ford (2, olycka)
- Tim Schenken, Brabham-Ford (1, tändning)
- Howden Ganley, BRM (0, olycka)

### Förare som ej kvalificerade sig
- Chris Craft, Ecurie Evergreen (Brabham-Ford)

### Förare som ej startade
- Henri Pescarolo, Williams (March-Ford)